# كريس هايز (كاتب)
كريس هايز (بالإنجليزية: Chris Hayes)‏ هو صحفي ومقدم تلفزيوني وكاتب ومذيع أخبار أمريكي، ولد في 28 فبراير 1979 في ذا برونكس في الولايات المتحدة.

## وصلات خارجية
- كريس هايز على موقع IMDb (الإنجليزية)
- كريس هايز على موقع ميوزك برينز (الإنجليزية)
- كريس هايز على موقع قاعدة بيانات الفيلم (الإنجليزية)